# 拉尚布尔 (萨瓦省)
拉尚布尔（法語：La Chambre，法語發音：[la ʃɑ̃bʁ]）是法国萨瓦省的一个市镇，属于圣让德莫里耶讷区。

## 地理
拉尚布尔（45°21'34"N, 6°18'0"E）面积3.2 平方千米，位于法国奥弗涅-罗讷-阿尔卑斯大区萨瓦省，该省份为法国东部省份，历史上为薩伏依的一部分，北起上萨瓦省，西接伊泽尔省和安省，南部和东部与上阿尔卑斯省和意大利接壤。
与拉尚布尔接壤的市镇（或旧市镇、城区）包括：圣阿夫尔、圣艾蒂安德屈讷、圣马丹叙拉尚布尔。

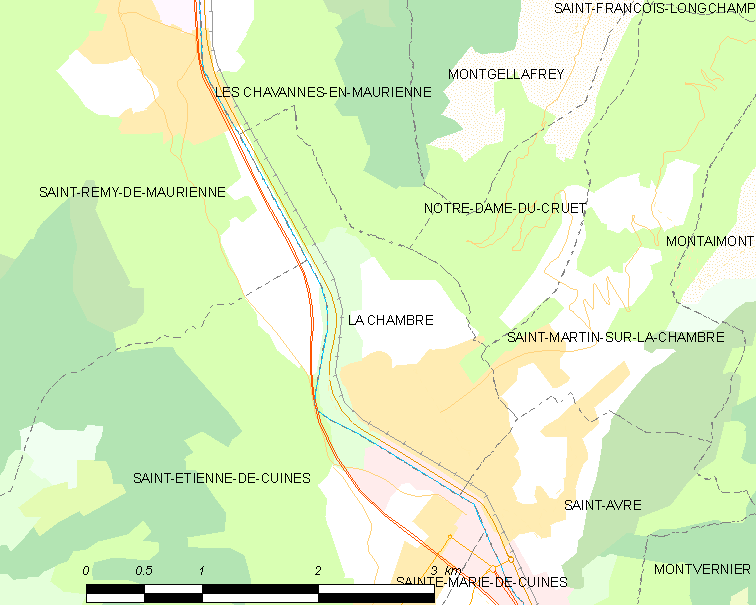
的OSM定位图

拉尚布尔的时区为UTC+01:00、UTC+02:00（夏令时）。

## 行政
拉尚布尔的邮政编码为73130，INSEE市镇编码为73067。

## 政治
拉尚布尔所属的省级选区为圣让德莫里耶讷县。

## 人口

1962-2008年间人口变化图示

拉尚布尔于2022年1月1日时的人口数量为1191人。